# Janatov
Janatov (německy Janatau) je malá vesnice, část obce Lodín v okrese Hradec Králové. Nachází se asi 2,5 km na západ od Lodína. V roce 2009 zde bylo evidováno 20 adres. V roce 2001 zde trvale žilo 17 obyvatel.
Janatov leží v katastrálním území Lodín o výměře 7,71 km2.
Lesy okolo Janatova jsou převážně dubové, je to genová základna lesních dřevin a současně nadregionální biocentrum systému ekologické stability. Část území lesa spadá také do Natury 2000 evropsky významné lokality Nechanice–Lodín.

## Historie
Vznik názvu osady Janatov je podle příjmení Janata a datuje se k roku 1790, kdy zde vznikl hospodářský dvůr. Janata byl prý první porybný na panských rybnících Herynk a Homoláč (1790). Obec Lodín (vznik cca 1072) a pozdější osada Janatov patřili nejprve Janu z Valdštějna, ten prodal vesnici Mikuláši Pecingarovi z Bydžína. Posledními majiteli byli Harrachové. V roce 1924 byla provedena parcelace harrachovských pozemků, dvůr zbořen a materiálu použito na stavbu silnice Lodín-Nechanice. V obci Janatov byl v roce 1932 založen spolek divadelních ochotníků (SDO) s názvem „OSVĚTA“. Fungoval jen několik let. Naproti tomu v Lodíně byl již v roce 1918 založen „Hospodářsko-čtenářský spolek“, který ukončil činnost někdy po roce 1940. Fungoval přes 20 let.
V roce v roce 1869 byl počet obyvatel obce Jantov 173 lidí a největšího počtu obyvatel (188 lidí) je z roku 1890. Nyní je zde hlášeno cca 17 obyvatel (údaj z roku 2010). V roce 2016 začala výstavba 5 nových rodinných domů a počet trvale bydlících obyvatel je nyní 31 (třicet jedna).

## Okolí obce
V okolí Janatova se nachází hned několik zámků, a to Myštěves (golfové hřiště), Sloupno, Hlušice a nejznámější Hrádek u Nechanic, kde je další atraktivní golfové hřiště. V obci Petrovice (3 km) se nachází barokní kostel Nanebevzetí P. Marie, postavený uprostřed hřbitova v roce 1737. Nad kostelem socha sv. Jana Nepomuckého, na kopci nad vsí socha sv. Václava. V Loučné Hoře unikátní dřevěný kostel. Ve Skřivanech (5 km) je barokní kostel Rodiny Páně s nedalekou dřevěnou zvonicí. Původně barokní zámek ve Skřivanech byl přestavěn ve slohu anglické novogotiky a je obklopen anglickým parkem. V hájovně za obcí Skřivany je rodiště polárního badatele dr. V. Vojtěcha. V okolí je naučná stezka s památným stromem dubem letním, starým přes 400 let. V obci Lodín se nachází atraktivní koupaliště s tobogánem a autocamp.